# Francesc Acciaiuoli
Francesc Acciaiouli fou fill natural de Donato Acciaiuoli de Cassano (germà de Neri I Acciaiuoli). Son germà, duc d'Atenes, li va cedir unes terres a Monte Gufoni i va viure al palau episcopal, i (segons Petrucci) a Atenes al començament del segle xv.
Es va casar amb Margherita Ghini (que Petrucci esmenta com a Margherita Dini) i fou el pare de Neri II Acciaiuoli, Antoni II Acciaiuoli, Jacopo (cavaller de Rodes, mort el 1453), Galiano (Cavaller de Rodes, era viu el 1444), Laudòmia, Lucia i Caterina (casada amb Saraceno delle Carceri, de la casa dels senyors de Negrepont).